# Motocyklowe Grand Prix Imoli 1996
Motocyklowe Grand Prix Imoli 1996 – dwunasta eliminacja Motocyklowych Mistrzostw Świata, rozegrana 30 sierpnia – 1 września na torze Autodromo Enzo e Dino Ferrari w Imoli.

## Wyniki 500 cm³[2]
| Legenda oznaczeń w tabelach wyników Wyświetl szablon na nowej stronie | Legenda oznaczeń w tabelach wyników Wyświetl szablon na nowej stronie                                                                     |
| Oznaczenie                                                            | Wyjaśnienie |
| --------------------------------------------------------------------- | --- |
| Złoty                                                                 | Zwycięzca lub mistrzostwo |
| Srebrny                                                               | 2. miejsce lub wicemistrzostwo |
| Brązowy                                                               | 3. miejsce lub II wicemistrzostwo |
| Zielony                                                               | Ukończył, punktował (w klasyfikacji generalnej, gdy zdobył co najmniej jeden punkt na przestrzeni sezonu, poza trzema powyższymi opcjami) |
| Niebieski                                                             | Ukończył, nie punktował (w klasyfikacji generalnej, gdy nie zdobył co najmniej jednego punktu na przestrzeni sezonu)                      |
| Czerwony                                                              | Nie zakwalifikował się (NZ) |
| Czerwony                                                              | Nie prekwalifikował się (NPK) |
| Różowy                                                                | Nie ukończył (NU) |
| Różowy                                                                | Niesklasyfikowany (NS) (w klasyfikacji generalnej, gdy nie został sklasyfikowany w żadnym wyścigu sezonu)                                 |
| Czarny                                                                | Zdyskwalifikowany (DK) |
| Czarny                                                                | Wykluczony (WYK/EX) |
| Biały                                                                 | Nie wystartował (NW) |
| Biały                                                                 | Kontuzjowany (K/INJ) |
| Biały                                                                 | Wyścig odwołany (OD/C) |
| Bez koloru                                                            | Został wycofany (WYC/WD) |
| Bez koloru                                                            | Nie przybył (NP/DNA) |
| Bez koloru                                                            | Nie brał udziału w treningach (NT/DNP) |
| Bez koloru                                                            | Nie został zgłoszony (–) |
| Pogrubienie                                                           | Start z pole position |
| Kursywa                                                               | Najszybsze okrążenie wyścigu |
| †                                                                     | Nie ukończył, ale jego rezultat został zaliczony ze względu na przejechanie więcej niż 90% dystansu wyścigu.                              |
| *                                                                     | Sezon w trakcie |
| 1/2/3                                                                 | Punktowana pozycja w sprincie kwalifikacyjnym                                                                                             |
| Lista systemów punktacji Formuły 1                                    | |

### Wyścig[3]
| Pozycja | Motocyklista        | Motocykl      | Czas / Strata | Punkty |
| ------- | ------------------- | ------------- | ------------- | ------ |
| 1       | Michael Doohan      | Honda         | 29:40.732     | 25     |
| 2       | Àlex Crivillé       | Honda         | +0.104        | 20     |
| 3       | Tadayuki Okada      | Honda         | +2.286        | 16     |
| 4       | Jean-Michel Bayle   | Yamaha        | +10.041       | 13     |
| 5       | Norifumi Abe        | Yamaha        | +12.232       | 11     |
| 6       | Luca Cadalora       | Honda         | +12.366       | 10     |
| 7       | Scott Russell       | Suzuki        | +15.473       | 9      |
| 8       | Alex Barros         | Honda         | +16.328       | 8      |
| 9       | Shin’ichi Itō       | Honda         | +18.499       | 7      |
| 10      | Kenny Roberts Jr.   | Yamaha        | +18.810       | 6      |
| 11      | Carlos Checa        | Honda         | +20.592       | 5      |
| 12      | Alberto Puig        | Honda         | +37.194       | 4      |
| 13      | Lucio Pedercini     | ROC Yamaha    | +51.547       | 3      |
| 14      | Doriano Romboni     | Aprilia       | +1:00.108     | 2      |
| 15      | Eugene McManus      | Yamaha        | +1:01.792     | 1      |
| 16      | Sean Emmett         | Harris Yamaha | +1:21.254     |        |
| 17      | Jean Pierre Jeandat | Paton         | +1:36.087     |        |
| 18      | Marco Papa          | Paton         | +2 okr.       |        |
| NS      | Terry Rymer         | Suzuki        | wycofał się   |        |
| NS      | Chris Walker        | Elf 500       | wycofał się   |        |
| NS      | Jeremy McWilliams   | ROC Yamaha    | wycofał się   |        |
| NS      | Loris Capirossi     | Yamaha        | wycofał się   |        |
| NS      | Frederic Protat     | ROC Yamaha    | wycofał się   |        |
| NS      | James Haydon        | ROC Yamaha    | wycofał się   |        |
| NS      | Juan Borja          | Elf 500       | wycofał się   |        |
| NS      | Paul Young          | Harris Yamaha | wycofał się   |        |
| NS      | Adrien Bosshard     | ROC Yamaha    | wycofał się   |        |

### Najszybsze okrążenie
| Nr | Motocyklista  | Konstruktor | Czas     |
| -- | ------------- | ----------- | -------- |
| 4  | Àlex Crivillé | Honda       | 1:50,191 |

## Wyniki 250 cm³[4]

### Wyścig[5]
| Pozycja | Motocyklista         | Motocykl | Czas / Strata | Punkty |
| ------- | -------------------- | -------- | ------------- | ------ |
| 1       | Ralf Waldmann        | Honda    | 44:02,620     | 25     |
| 2       | Olivier Jacque       | Honda    | +4,770        | 20     |
| 3       | Tohru Ukawa          | Honda    | +5,298        | 16     |
| 4       | Jürgen Fuchs         | Honda    | +24,132       | 13     |
| 5       | Marcellino Lucchi    | Aprilia  | +24,404       | 11     |
| 6       | Luis d’Antin         | Honda    | +37,644       | 10     |
| 7       | Takeshi Tsujimura    | Honda    | +42,854       | 9      |
| 8       | Jurgen vd Goorbergh  | Honda    | +47,826       | 8      |
| 9       | Jamie Robinson       | Aprilia  | +52,416       | 7      |
| 10      | Davide Bulega        | Aprilia  | +59,142       | 6      |
| 11      | Gianluigi Scalvini   | Honda    | +1:01,610     | 5      |
| 12      | Roberto Locatelli    | Aprilia  | +1:01,786     | 4      |
| 13      | José Luis Cardoso    | Aprilia  | +1:02,000     | 3      |
| 14      | Luca Boscoscuro      | Aprilia  | +1:04,224     | 2      |
| 15      | Yasumasa Hatakeyama  | Honda    | +1:07,722     | 1      |
| 16      | Osamu Miyazaki       | Aprilia  | +1:08,290     |        |
| 17      | Olivier Petrucciani  | Aprilia  | +1:08,710     |        |
| 18      | Sete Gibernau        | Honda    | +1:08,836     |        |
| 19      | Franco Battaini      | Aprilia  | +1:13,476     |        |
| 20      | Cristophe Cogan      | Honda    | +1:13,526     |        |
| 21      | Giuseppe Fiorillo    | Aprilia  | +1:22,800     |        |
| 22      | Roberto Rolfo        | Aprilia  | +1:32,978     |        |
| 23      | José Barresi         | Yamaha   | +1 okr.       |        |
| NS      | Christian Boudinot   | Aprilia  | wycofał się   |        |
| NS      | Filippo Cotti        | Aprilia  | wycofał się   |        |
| NS      | Cristiano Migliorati | Honda    | wycofał się   |        |
| NS      | Sebastian Porto      | Aprilia  | wycofał się   |        |
| NS      | Eskil Suter          | Aprilia  | wycofał się   |        |
| NS      | Regis Laconi         | Honda    | wycofał się   |        |
| NS      | Jean-Philippe Ruggia | Honda    | wycofał się   |        |
| NS      | Haruchika Aoki       | Honda    | wycofał się   |        |
| NS      | Tetsuya Harada       | Yamaha   | wycofał się   |        |
| NS      | Max Biaggi           | Aprilia  | wycofał się   |        |

### Najszybsze okrążenie
| Nr | Motocyklista  | Konstruktor | Czas     |
| -- | ------------- | ----------- | -------- |
| 3  | Ralf Waldmann | Honda       | 1:53,594 |